# Mount and Blade II: Bannerlord
Mount and Blade II: Bannerlord est un jeu vidéo de type action-RPG développé et édité par TaleWorlds, sur Windows. C'est la suite de Mount and Blade. Le jeu a été annoncé par la parution d'une bande-annonce sur YouTube le 28 septembre 2012. 
Une bêta fermée est lancée au printemps 2019. Le jeu est sorti en accès anticipé le 30 mars 2020. Ce jeu sortira enfin en version finale le 25 octobre 2022.

## Système de jeu
Mount and Blade II: Bannerlord est un action-RPG comportant des mécaniques de stratégie.

## Synopsis
Le jeu prend place sur le continent de Calradia où l'Empire Calradien, ancienne superpuissance locale, se déchire dans une guerre civile. Trois factions émergent alors : l'Empire occidental, qui souhaite augmenter l'influence de l'armée sur l'empire ; l'Empire septentrional, qui souhaite créer un empire oligarchique dominé par le Sénat et l'Empire méridional, qui soutient une conception héréditaire du pouvoir.
Ajoutez à cela les factions "barbares" qui en profitent pour étendre leurs influences et la possibilité que le joueur a de créer sa propre faction.

## Factions jouables
Le jeu comporte huit factions jouables. Certaines reprennent des caractéristiques des factions jouables des opus précédents, d'autres sont plus inédites :
- L'Empire, découpé en 3 sous-factions : l'Empire de l'Ouest, l'Empire du Nord et l'Empire du Sud (inspiré de l'empire Byzantin et du Bas-Empire romain, déchiré par la guerre civile pour reprendre le contrôle de leur ancien territoire, les chefs des différents clans impériaux portent le titre d'archonte), chacune des trois factions est opposée aux deux autres et leurs dirigeants sont des prétendants au trône impérial, les territoires de culture impériale se situent au centre de la carte ;
- Sturgie (proche de la faction Royaume Vaegir dans Mount and Blade: Warband, aux influences mi-Russes, mi-Viking, qui vivent dans la toundra, leurs huskarls furieux sont la meilleure infanterie du continent), leur territoire est une Principauté contrôlant le nord du continent ;

- Battania (maîtres des forêts et des collines, inspirés des Celtes et des Gaulois, les meilleurs archers du continent, experts en embuscades furtives), ils contrôlent avec leur Haut Royaume des terres situées au nord-ouest du continent ;
- Vlande (proches des factions du Royaume Rhodok et du Royaume de Swadia dans Mount and Blade: Warband, inspirés des Normands du XIe siècle, avec leur cavalerie lourde et leurs lanciers de choc), leur Royaume contrôle la partie extrême occidentale du continent ;
- Aserai (proche de la faction du Sultanat Sarranide dans Mount and Blade: Warband, ces maîtres du désert peuvent combattre à dos de chameaux et excellent aussi bien au contact qu'à longue distance avec leurs archers), leur Sultanat se situe au nord de grandes étendues désertiques au sud de Calradia et borde essentiellement un grand lac qui protège la majorité de ses villes, côtières, de ses voisins ;
- Khuzait Khanate (proche de la faction du Khanat Khergit dans Mount and Blade: Warband, seigneurs des plaines, inspirés des puissants Mongols, archers montés), leur Khanat s'étend en bordure de grandes steppes à l'est du continent.

## Contenu téléchargeable
Le 20 mars 2025, TaleWorlds annonce par un trailer la sortie du DLC War Sails, une extension devant principalement rajouter le combat naval, étendre la carte de campagne en ajoutant une nouvelle faction, les Nordiques (inspirés des Vikings et liés à la faction des Nords dans Mount and Blade : Warband), ainsi que plusieurs autres fonctionalités de gameplay. Initialement prévu le 17 juin, le DLC est repoussé en automne 2025.